# Horst Niebuhr
Horst Niebuhr (* 4. Mai 1936 in Hannover; † 23. Februar 2013) war ein deutscher Kommunalpolitiker in Seelze und hauptberuflich Jugendreferent der Stadt Hannover.

## Leben
Horst Niebuhr schloss eine landwirtschaftliche Lehre ab und arbeitete danach als landwirtschaftlicher Gehilfe. Später war Niebuhr Stahlarbeiter im Lindener Eisen- und Stahlwerk, bevor er sich von 1957 bis 1960 an der Michelsenschule in Hildesheim zum Agraringenieur weiterbildete. Anschließend machte er an der Höheren Fachschule für Sozialarbeiter, der Wichernschule Hannover, die Ausbildung zum Sozialarbeiter. Ab 1963 arbeitete Niebuhr für die Landeshauptstadt Hannover zunächst als Jugendpfleger. 1966 war er Mitbegründer des Jazz Club Hannover. 1972 wurde er Jugendreferent und Leiter der Jugendpflege. 1996 trat er in den Vorruhestand ein.
Von 1968 bis 1974 war Niebuhr, Mitglied der SPD, ehrenamtlicher Bürgermeister und Gemeindedirektor der Gemeinde Dedensen, nach der Gebietsreform bis 1981 dann Ortsbürgermeister des Stadtteils Dedensen. Ab 1974 war Niebuhr Ratsmitglied der Stadt Seelze. Von 1986 bis 2006, als er aus dem Rat ausschied, war er auch Bürgermeister der Stadt Seelze. Von 1982 bis 2001 war Niebuhr Mitglied des Kreistages des Landkreises Hannover, nach der Reform ab 2001 dann Mitglied der Regionsversammlung bis 2006.
Niebuhr erlag einem Herzinfarkt. Die Beisetzung fand am 1. März 2013 statt. Niebuhr war verheiratet und hatte drei Kinder.

## Auszeichnungen
- 2007: Verdienstkreuz am Bande
- 2007: Ehrenbürger der Stadt Seelze[1]
- Ehrennadel der Region Hannover
- Träger der Ehrenmedaille der Stadt Seelze